# 山本均
山本 均（やまもと ひとし）は、日本の物理学者。研究分野は電子工学、素粒子実験。東北大学大学院教授。国際リニアコライダー計画推進組織の物理・測定器部門ディレクター。大阪市出身。

## 略歴
- 1978年 : 京都大学理学部卒業
- 1985年 : カリフォルニア工科大学大学院修了
- 1986年 : スタンフォード線形加速器センター研究員[2]
- 1986年 : シカゴ大学エンリコ・フェルミ研究所研究員
- 1989年 : 同 助手
- 1991年 : ハーバード大学助教授
- 1993年 : 同 准教授
- 1998年 : ハワイ大学教授
- 2001年 : 東北大学大学院理学研究科教授
- 国際実験計画組織（RD)アジア代表
- リニアコライダーの物理と測定器国際研究組織（WWS）の共同議長[3]